# Isolabona
Isolabona är en kommun och en medeltida by i regionen Ligurien i provinsen Imperia i Italien. Den ligger 95 m över havets nivå. Kommunen hade 675 invånare (2018) och gränsar till kommunerna Apricale, Castel Vittorio, Dolceacqua, Pigna och Rocchetta Nervina.
Isolabona är känd för bland annat för sin återkommande harp-festival.